# Lupolt Olomoucký
Lupold nebo také Lupolt Olomoucký (krátce po 1102–1143) byl syn českého knížete Bořivoje II. a jeho manželky Helbirgy Babenberské, dcery rakouského markrabího Leopolda II. V letech 1135–1137 byl knížetem olomouckého údělu.
Soběslav I. sice Lupoltovi dal v roce 1135 do správy Olomoucko, ale už o dva roky později ho o toto území připravil a olomouckým knížetem jmenoval svého syna Vladislava. Měl to být politický důkaz toho, že Soběslav syna považuje za svého nástupce na trůně v Praze.
V letech 1140–1142 se Lupolt účastnil společně s dalšími údělnými knížaty rebelie proti novému knížeti Vladislavovi II., Soběslavovu synovci. O rok později, v roce 1143, Lupolt umírá.